# Hélène (opera)

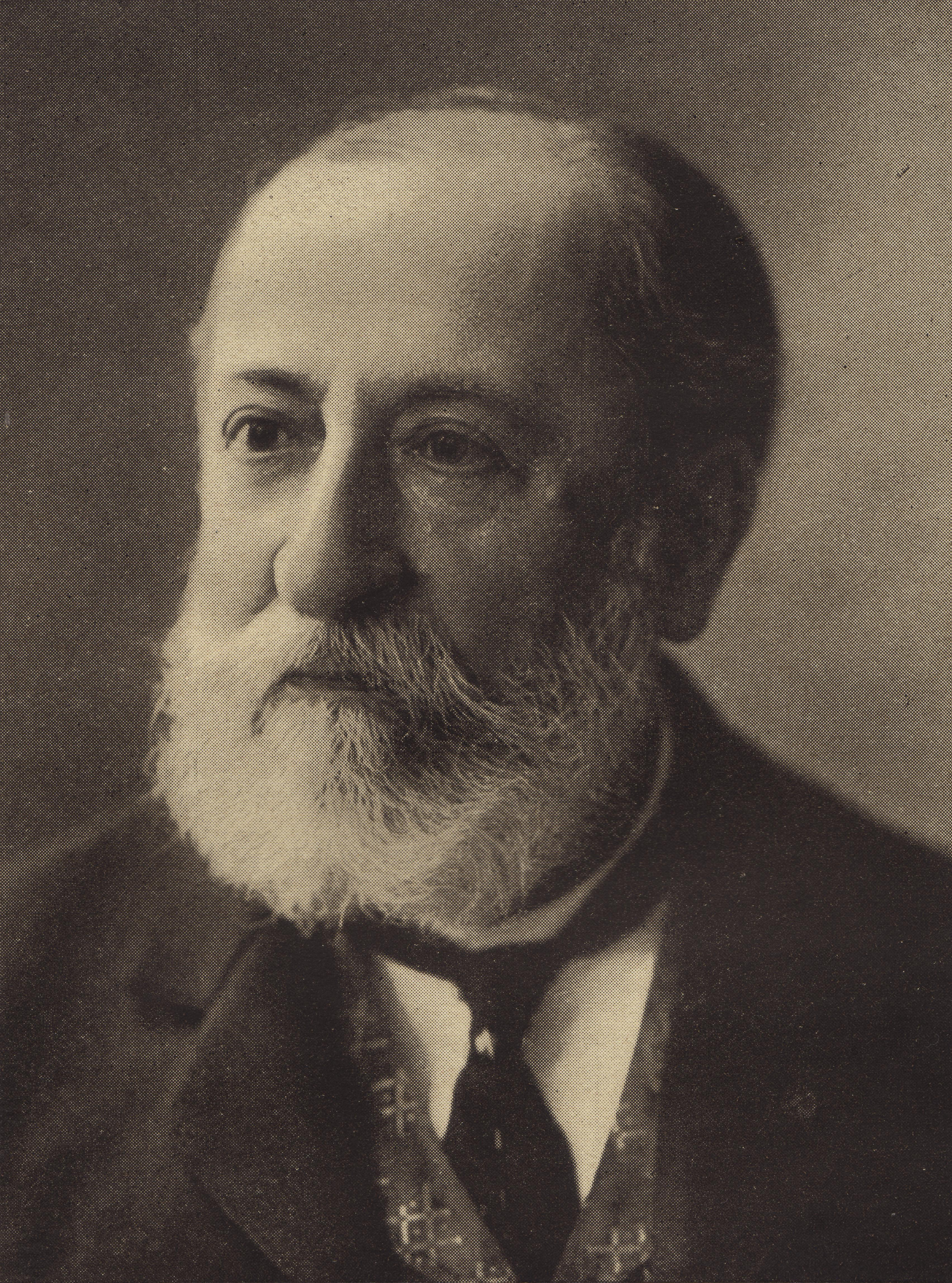
Camille Saint-Saëns

Hélène är en poème lyrique eller opera i en akt med musik av Camille Saint-Saëns. Det var den första opera för vilken Saint-Saëns skrev sitt eget franska libretto, som byggde på den antika historien om den sköna Helena av Troja och prins Paris. Operan hade premiär på Opéra de Monte-Carlo i Monaco den 18 februari 1904. Trots den blygsamma succén uppfördes operan en handfull gånger fram till 1919 varefter den föll i glömska. Operan återupptäcktes 2008 då den för första gången spelade in på skiva av det Australiensiska skivmärket Melba.

## Uppförandehistorik
Hélène var Saint-Saëns första verk för operahuset i Monte Carlo, som leddes av Raoul Gunsbourg på entreprenad. Operan framfördes tillsammans med Jules Massenets veristiska opera La Navarraise. Rollen som Hélène sjöngs av den firade sopranen Nellie Melba, som hade bett Saint-Saëns att komponera operan särskilt för henne. Operan hade nypremiär på Opéra-Comique i Paris den  18 januari 1905 med Mary Garden i titelrollen och åter i Monte Carlo 1909 och 1916. The Parisoperan satte upp operan första gången den 20 juni 1919 med Marcelle Demougeot som Hélène.
Därpå föll operan i glömska till 2008 spelades in av Belle Époque Chorus och Orchestra Victoria under ledning av Guillaume Tourniaire.

## Text- och musikanalys

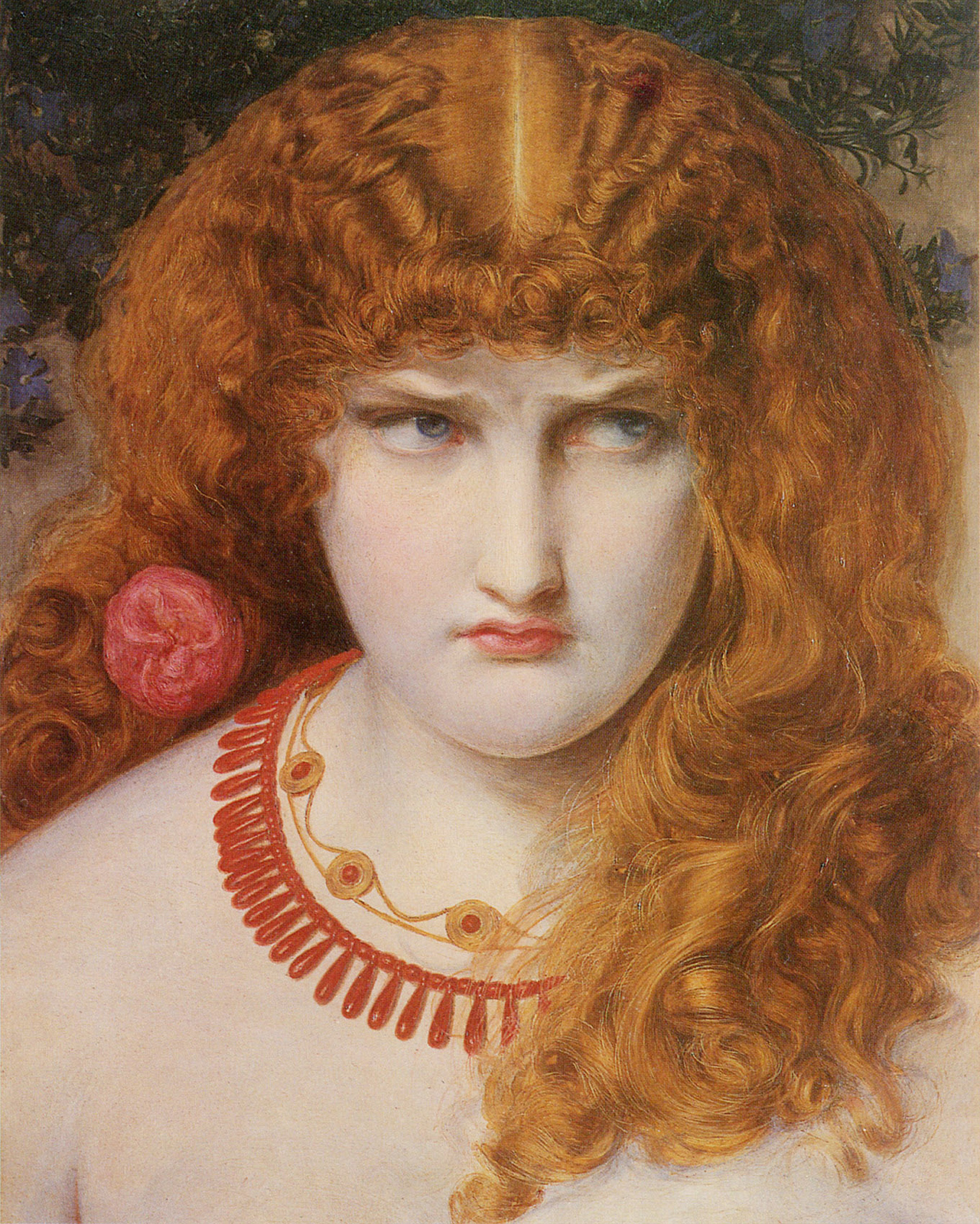
Helena av Troja (1867) av Frederick Sandys.

Innan Saint-Saëns komponerade Hélène hade han sett Offenbachs operett Sköna Helena på samma tema. Han kritiserade den för dess triviala porträtt av det antika Grekland och dess "slappa moraliska ton". Saint-Saëns skrev sin text på högstämd, poetiskt rimmad vers och delade in handlingen i sju scener. Några av operans mer färgstarka episoder inkluderar den andra scenen i vilken Helena (vid randen av en klippa) ber Zeus att skona henne från sitt dilemma genom att döda henne med blixtar varpå hon överväger att begå självmord genom att kasta sig från klippan ner i havet. En annan scen handlar om Pallas Athenas profetia som är fylld av hemska, blodiga bilder av det kommande trojanska kriget. Kritiker såsom Hugo Shirley har kritiserat verket såsom alltför sentimentalt, menande att Saint-Saëns medvetna försök att distansera sig från verismen och den dramatiska känsligheten hos Richard Wagner kan ha hindrat honom från all form av operamässig psykoanalys. Enligt Shirley blev resultatet att medan Saint-Saëns önskade göra ett seriös porträtt av Helena gjorde musiken att det "ibland lät som en parodi på 1800-talets sentimentalitet".

## Personer
| Roller | Stämma    | Premiärbesättningen 18 februari 1904 |
| ------ | --------- | ------------------------------------ |
| Hélène | sopran    | Nellie Melba                         |
| Pâris  | tenor     | Albert Alvarez                       |
| Vénus  | sopran    | Henriette Blot                       |
| Pallas | kontraalt | Meyriane Héglon                      |

## Handling
Den trojanske prinsen Pâris kommer till Sparta för att gifta sig med Hélène. Detta har gudinnan Vénus lovat honom efter att han hade valt henne som den vackraste av gudinnorna. Vénus försöker övertala Hélène att överge sin make Menelaus för kärlekens skull. Under tiden varnar Pallas Athena Hélène för de hemskheter som kommer att inträffa om hon överger Sparta för Troja. Hélène följer dock Vénus ord och seglar iväg med Pâris.

## Inspelningar

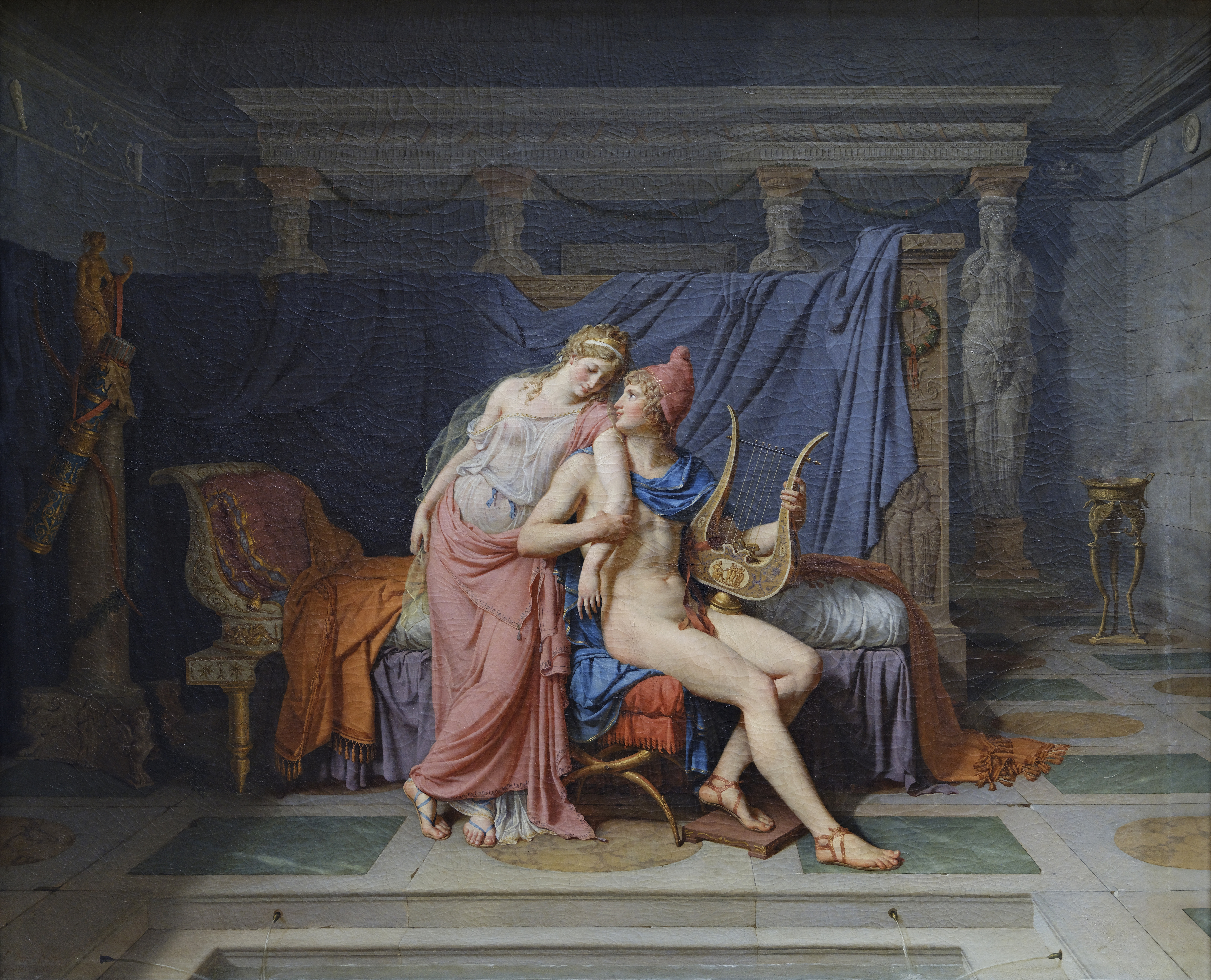
Paris och Helena (1788) av Jacques-Louis David.

| År   | Rollert (Hélène, Pâris, Vénus, Pallas)                               | Dirigent, kör och orkester                                          | Märke                           |
| ---- | -------------------------------------------------------------------- | ------------------------------------------------------------------- | ------------------------------- |
| 2008 | Rosamund Illing Steve Davislim Leanne Kenneally Zan McKendree-Wright | Guillaume Tourniaire Belle Époque Chorus and the Orchestra Victoria | CD: Melba label Cat: MR301114-2 |